# Agriocnemis dobsoni
Agriocnemis dobsoni – gatunek ważki z rodziny łątkowatych (Coenagrionidae).